# 駐日パレスチナ常駐総代表部
駐日パレスチナ常駐総代表部（ちゅうにちパレスチナじょうちゅうそうだいひょうぶ、英語: Permanent General Mission of Palestine in Japan）は、東京都港区にあるパレスチナ自治政府の政府代表部で、パレスチナ国の事実上の大使館。
日本政府からは独立国「パレスチナ国」の「大使館」ではなく、自治機関「パレスチナ自治政府」の「常駐総代表部」として承認されており、公式にはそのように名乗っているが、非公式に駐日パレスチナ国大使館（アラビア語: سفارة دولة فلسطين لدى اليابان、英語: Embassy of the State of Palestine in Japan）などと称することもある。

## 沿革
- 1977年2月: PLO東京事務所が開設される[4]
- 1989年10月: PLO東京事務所の名称が、パレスチナ総代表部（駐日パレスチナ総代表部）に格上げされる[4]
- 1995年6月: 資金難により閉鎖される[4]
- 2003年9月: 駐日パレスチナ常駐総代表部として再開される[4]
- 2023年6月: 常駐総代表部が千代田区麹町から港区南麻布へ移転[5][6][7]

## 所在地とアクセス
- 〒106-0047　東京都港区南麻布3-6-3 [1]
  - 広尾駅より徒歩11分

## 代表
| 代 | 氏名（日本語）                   | 氏名（アラビア語） | 氏名（英語）      | 着任   | 退任     | 備考               |
| -- | -------------------------------- | ------------------ | ----------------- | ------ | -------- | ------------------ |
| 1  | ファトヒー・アブドゥル・ハミード | فتحي عبد الحميد    | Fathi Abdul Hamid | 1977年 | 1983年   | [ 8 ] [ 9 ] [ 10 ] |
| 2  | バキル・アブドゥル・モネイム     | بكر عبد المنعم     | Baker Abdel Munem | 1983年 | 1995年   |                    |
| -  | 空席                             | شاغر               | Vacant            | 1995年 | 2003年   |                    |
| 3  | ワリード・アリ・シアム           | وليد علي صيام      | Waleed Ali Siam   | 2003年 | （現職） | 駐日アラブ外交団長 |